# Авиакатастрофа в Тутлингене
Авиакатастрофа под Тутлингеном (нем. Flugzeugabsturz bei Tuttlingen) — авиационная катастрофа, произошедшая в пятницу 27 июля 1934 года, когда в районе Тутлинген (Гитлеровская Германия) разбился биплан Curtiss AT-32C Condor II швейцарской авиакомпании Swissair, при этом погибли 12 человек. Первое происшествие в истории Swissair. Также катастрофа известна тем, что в ней погибла первая в истории Европы женщина-бортпроводник — Нелли Динер.

## Самолёт
Curtiss AT-32C Condor II с заводским номером 53 был выпущен Curtiss Aeroplane and Motor Company в 1934 году; 28 марта официально был зарегистрирован как CH-170, а 11 апреля поступил в авиакомпанию Swissair, которая приобрела его за 191 131 франк. Изначально салон был рассчитан на 12 пассажиров, но перевозчик добавил ещё один ряд сидений, тем самым увеличив пассажировместимость до 15 мест. Также регистрационный номер вскоре был изменён на HB-LAP, однако на самом лайнере его не успели поменять. Вес пустого самолёта составлял 5192 кг (11 446 фунтов), а максимальный взлётный — 7620 кг (16 800 фунтов).

## Экипаж
Экипаж в роковом полёте состоял из трёх человек:
- Пилот — 30-летний Армин Мюлематтер (нем. Armin Mühlematter). Работал в должности с 1928 года и налетал свыше 500 000 км.
- Бортрадист — 22-летний Ханс Дашингер (нем. Hans Daschinger).
- Стюардесса — 22-летняя Нелли Динер. Официально являлась первой стюардессой в европейской авиации; в Swissair работала с 1 марта 1934 года.

## Катастрофа
Самолёт выполнял международный рейс из Цюриха в Берлин с промежуточными посадками в Лейпциге и Штутгарте, а всего на борту находились 9 пассажиров и 3 члена экипажа. Лайнер следовал со скоростью 240 км/ч на высоте около 900 метров (по другим данным — 3000 метров), когда при пролёте над Баден-Вюртембергом столкнулся с грозой. По свидетельствам очевидцев, самолёт примерно в 09:45 скрылся в облаке, после чего неожиданно раздался треск — от конструкции отделилось верхнее правое крыло. Не имея возможности продолжать полёт, машина рухнула в лес между Вурмлингеном и Тутлингеном и загорелась. К месту происшествия быстро прибыли местные жители, но им лишь оставалось констатировать, что все 12 человек на борту погибли. По имеющимся данным, это крупнейшая катастрофа самолёта в 1934 году.

## Причины
Расследованием занималась немецкая комиссия, которая пришла к мнению, что основной причиной катастрофы стало усталостное разрушение крепления крыла, которое было вызвано некачественным сварным швом. Были отмечены и недостатки конструкции, когда двигатель при работе создавал сильную вибрацию, которая через крепления и растяжки ещё сильнее расшатывала конструкцию лайнера, тем самым ускоряя рост усталостных трещин. Вторым фактором стало попадание в грозовое облако, в котором из-за сильной турбулентности на планер стали прикладываться значительные нагрузки, которые и привели к разрушению ослабленной конструкции крыла.

## Память
На месте происшествия впоследствии был установлен мемориальный камень, однако на памятной табличке время катастрофы ошибочно указано как 16 часов, тогда как она произошла примерно в 10 часов.